# Chasan Baroev
Chasan Makharbekovič Baroev (in russo Хасан Махарбекович Бароев?; 1º dicembre 1982) è un ex lottatore russo, specializzato nella lotta greco-romana.

## Biografia
Nel 2003 è divenuto campione del mondo a Créteil 2003,
Ha rappresentato la Russia ai Giochi olimpici estivi di Atene 2004, dove ha vinto la medaglia d'oro nel torneo della lotta greco-romana 120 chilogrammi.
Ai Giochi olimpici di Pechino 2008 si è classificato al secondo posto nel torneo dei 120 chilogrammi, perdendo in finale contro il cubano Mijaín López. La medaglia d'argento, tuttavia, gli è stata revocata otto anni dopo, quando i risultati delle controanalisi sui campioni prelevati all'epoca dei Giochi effettuati nel 2016, hanno confermato l'assunzione di sostanze proibite dal regolamento antidoping ed il suo risultato è stato cancellato.
Ai Giochi olimpici di Londra 2012, si è classificato quattordicesimo nel torneo dei pesi supermassimi.

## Palmarès

### Olimpiadi
- 1 medaglia:
  - 1 oro (Atene 2004 nei 120 kg)

### Mondiali
- 3 medaglie:
  - 2 ori (Créteil 2003 nei 120 kg; Canton 2006 nei 120 kg)
  - 1 argento (Baku 2007 nei 120 kg)

### Europei
- 4 medaglie:
  - 2 ori (Sofia 2007 nei 120 kg; Dortmund 2011 nei 120 kg)
  - 1 argento (Tampere 2008 nei 120 kg)
  - 1 bronzo (Mosca 2006 nei 120 kg)